# Вознюк Сергій Васильович
Сергій Васильович Вознюк (нар. 14 вересня 1974) — український футболіст, нападник та півзахисник, який більшість кар'єри провів у рівненському «Вересі».

## Кар'єра гравця
З 1991 року почав виступати за рівненський «Верес», переважно виходячи на заміни. У сезоні 1993/94 році зіграв за рівненську команду 5 матчів у вищій лізі. Дебют — 28 травня 1994 року у виїзній грі проти харківського «Металіста» (1:2). Єдиним голом в еліті українського футболу відзначився 11 червня 1994 року у воротах дніпропетровського «Дніпра»(1:3). Основну частину кар'єру провів у командах першої та другої ліг чемпіонату України. 16 червня 2007 року у грі проти «Єдності» із Плисок провів останній матч в професійній кар'єрі за «Верес» і повісив бутси на цвях. Загалом за рівнян зіграв 205 матчів у чемпіонатах України та кубкових іграх, у яких відзначився 41 забитим м'ячем. За цим показником являється кращим бомбардиром рівнян часів незалежності. 
У подальшому до 2019 року виступав за аматорські команди Рівненщини. Наразі являється адміністратором «Вереса» U-19.